# Arrow Air
Arrow Air – amerykańska linia lotnicza cargo z siedzibą w Miami, w stanie Floryda. Głównym węzłem był Port lotniczy Miami. Arrow Air działała też pod nazwą Arrow Cargo.
Linie wykorzystywały w przeszłości samoloty: 2 Boeing 747-200, 4 Boeing 757-200, 1 Douglas DC-8-62, 4 Douglas DC-8-63CF, 2 McDonnell Douglas DC-10-10F, 7  McDonnell Douglas DC-10-40F.

## Katastrofy
- Katastrofa lotu Arrow Air 1285